# 394 Arduina
A 394 Arduina (ideiglenes jelöléssel 1894 BH) a Naprendszer kisbolygóövében található aszteroida. Alphonse Louis Nicolas Borrelly fedezte fel 1894. november 19-én.